# Hertog van Edinburgh

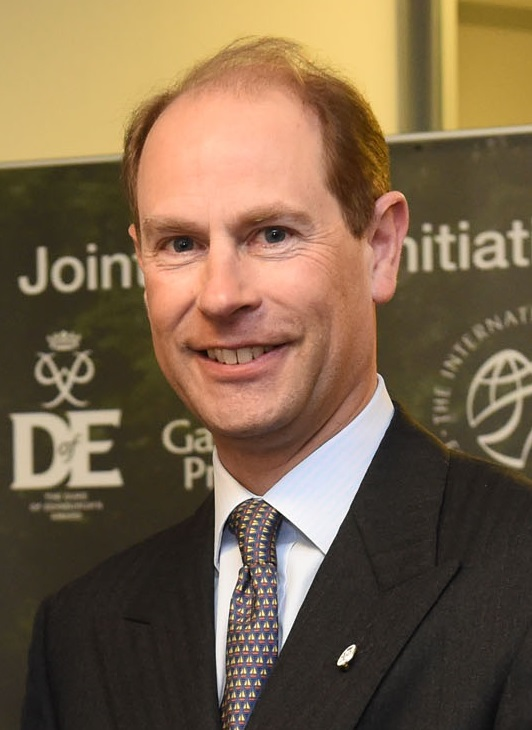
Edward, de huidige hertog van Edinburgh

Hertog van Edinburgh (Engels: Duke of Edinburgh) is een Britse dynastieke titel.
De titel werd voor het eerst gecreëerd in 1726 door koning George I voor de zoon van de prins van Wales, Frederik Lodewijk. In 1727, nadat zijn vader koning van Groot-Brittannië was geworden, kreeg Frederik ook de titel prins van Wales en werd troonopvolger. In 1751 stierf hij, vóór zijn vader, en beide titels gingen over op zijn zoon, prins George. Toen deze in 1760 koning werd, ging de titel hertog van Edinburgh op in de kroon.
De nieuwe koning beleende in 1764 zijn jongere broer Willem Hendrik met de titel hertog van Gloucester en Edinburgh. Na zijn dood werd de titel door zijn zoon geërfd, Willem Frederik. Hij stierf kinderloos in 1834 en de titel stierf uit.
Koningin Victoria gaf de titel in 1866 aan haar tweede zoon, prins Alfred, die in 1893 regerend hertog van Saksen-Coburg en Gotha werd. Aangezien hij maar een zoon had, die vóór hem overleed, stierf ook de titel weer uit.
De titel werd voor de derde keer in 1947 gecreëerd door George VI voor Philip Mountbatten, de man van zijn dochter, de latere koningin Elizabeth II. Prins Philip overleed op 9 april 2021, waarna de titel overging op zijn oudste zoon Charles. Toen deze in 2022 koning werd, ging de titel hertog van Edinburgh op in de kroon.
Op 10 maart 2023 werd de titel voor de vierde keer gecreëerd en toegekend aan Edward, de jongere broer van koning Charles III. De titel werd alleen hem bij zijn leven verleend en zal niet worden geërfd door zijn zoon.

## Hertog van Edinburgh, eerste creatie (1726)
- 1726–1751: Frederik Lodewijk (1707-1751), 1e hertog van Edinburgh
- 1751–1760: George (1738-1820), 2e hertog van Edinburgh; werd koning in 1760

## Hertog van Gloucester en Edinburgh (1764)
- 1764–1805: Willem Hendrik (1743-1805), 1e hertog van Gloucester en Edinburgh
- 1805–1834: Willem Frederik (1776-1834), 2e hertog van Gloucester en Edinburgh

## Hertog van Edinburgh, tweede creatie (1866)
- 1866–1900: Alfred (1844-1900), 1e hertog van Edinburgh

## Hertog van Edinburgh, derde creatie (1947)
- 1947-2021: Philip (1921-2021), 1e hertog van Edinburgh
- 2021-2022: Charles (1948), 2e hertog van Edinburgh. De titel verviel aan de kroon toen hij koning werd in 2022[3]

## Hertog van Edinburgh, vierde creatie (2023)
- 2023-heden: Edward (1964), 1e Hertog van Edinburgh[1]